# Foetor hepaticus

Formula chimica di una molecola di dimetil solfuro

Il foetor hepaticus è una condizione medica osservata tipicamente nel caso di ipertensione portale in cui la presenza di uno shunt portosistemico consente ai tioli di passare direttamente nei polmoni. È un segno tardivo dell'insufficienza epatica ed è una delle caratteristiche cliniche dell'encefalopatia epatica. Altre possibili cause sono la presenza di ammoniaca e chetoni nel respiro. L'alito si presenta di un odore dolce e fecale e viene anche descritto come l'odore del fieno appena falciato.
Il dimetil solfuro è stato associato ad esso, aumentando la possibilità di una misurazione oggettiva non invasiva dell'insufficienza epatica. Inoltre, alcuni ricercatori ritengono che il dimetil solfuro volatile sia il principale contributore all'odore del fetore epatico. Una forma secondaria di trimetilaminuria è anche associata ad insufficienza epatica ed è stato suggerito che anch'essa contribuisca al fenomeno.
Il foetor epatico si verifica anche in correlazione con n disturbo acido-base come la chetoacidosi diabetica o l'intossicazione da alcol isopropilico.